# David Coulthard

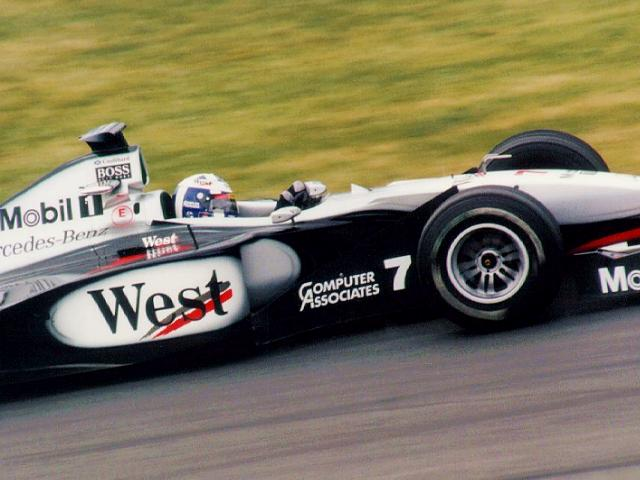
David Coulthard w McLarenie podczas Grand Prix Kanady (1998)

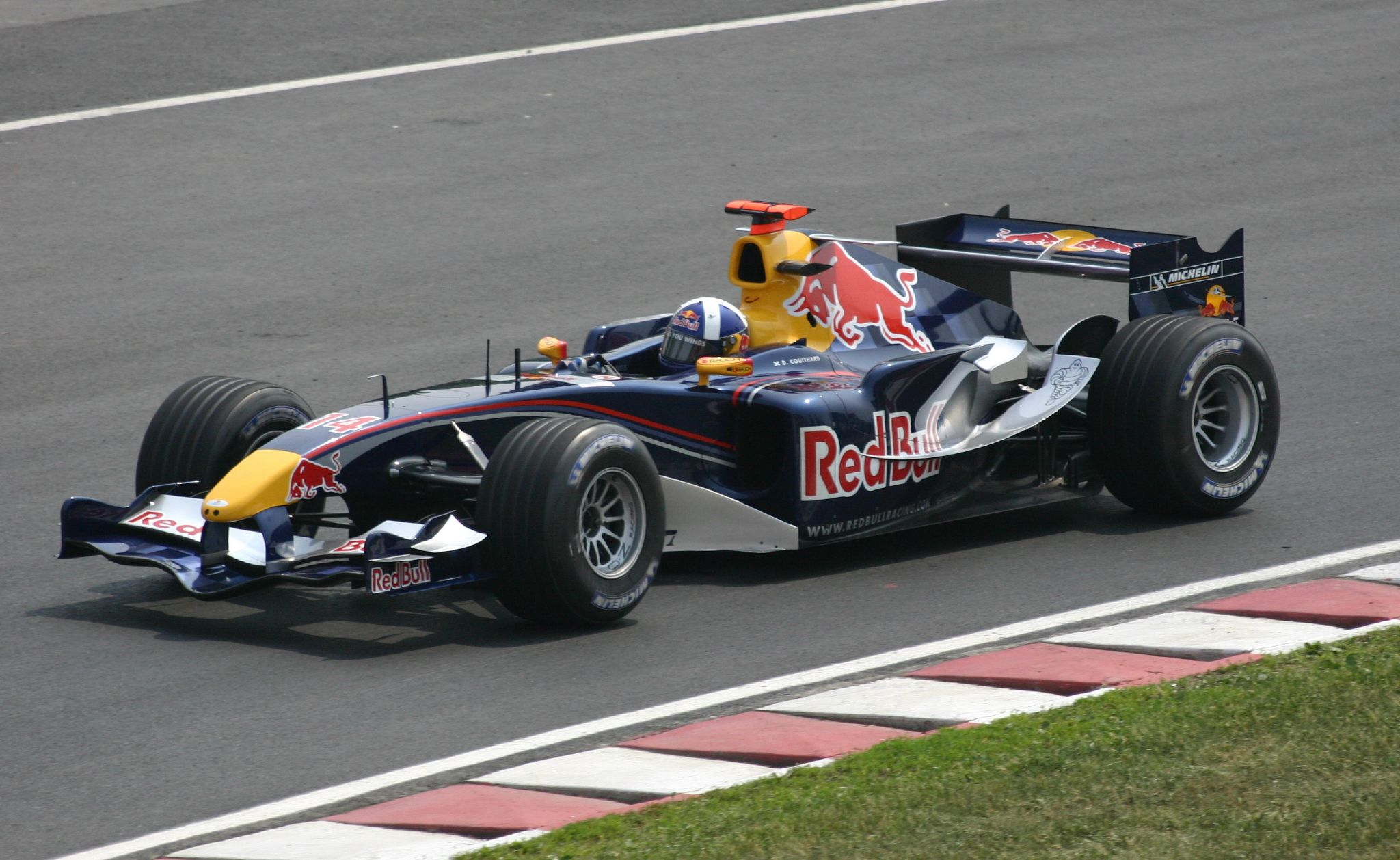
David Coulthard podczas Grand Prix Kanady (2005)

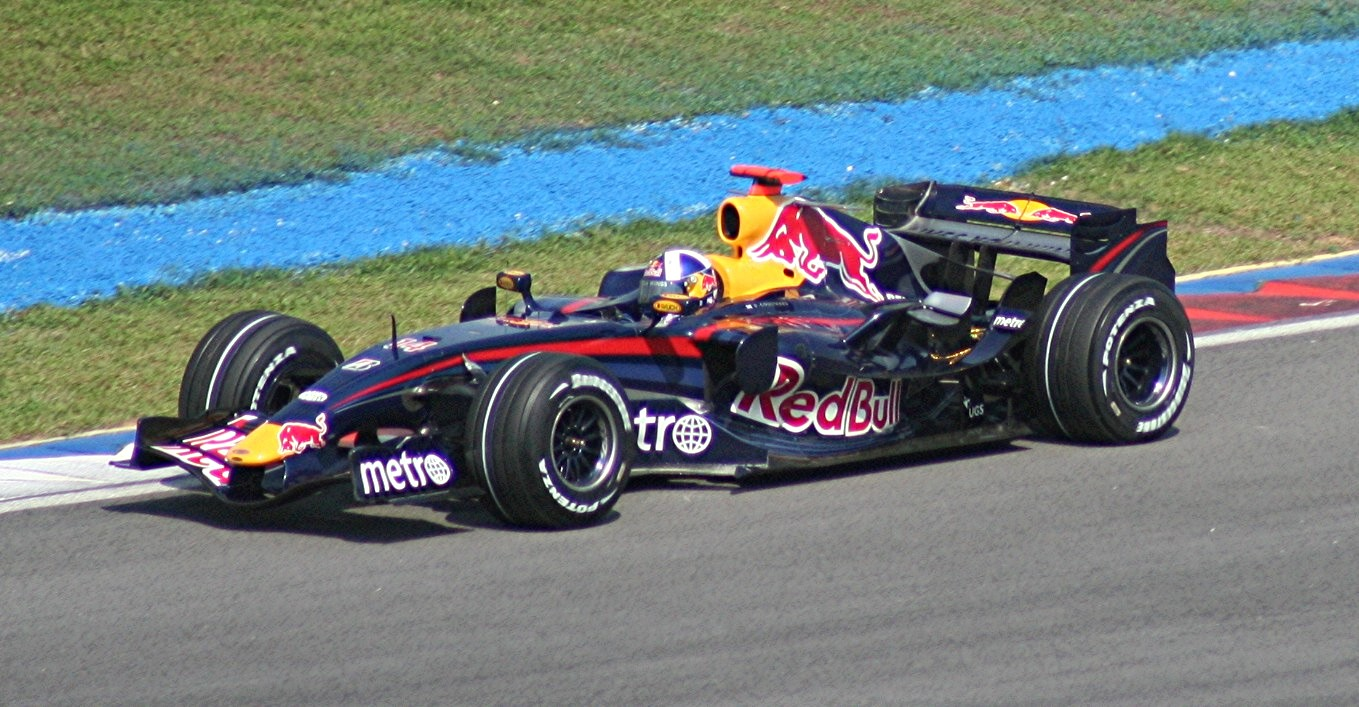
David Coulthard podczas Grand Prix Malezji (2007)

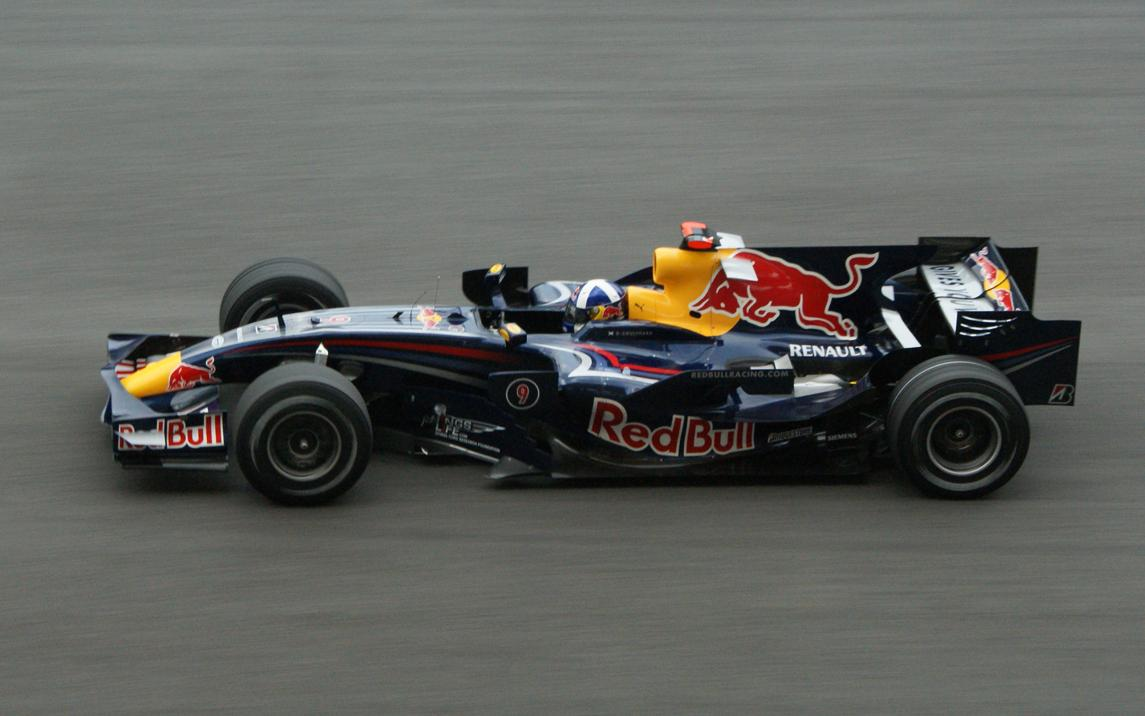
David Coulthard podczas Grand Prix Malezji (2008)

David Marshall Coulthard (ur. 27 marca 1971 w Twynholm) – brytyjski kierowca Formuły 1, wicemistrz świata w sezonie 2001; w sezonie 2008 występował w barwach zespołu Red Bull Racing.

## Życiorys

### Początki kariery
Karierę rozpoczął w kartingu. W 1989 przeniósł się do Brytyjskiej Formuły Ford 1600, zwyciężając już w pierwszym sezonie startów. W 1990 przenosi się do Brytyjskiej Formuły Vauxhall-Lotus, gdzie kończy sezon na trzecim miejscu. W tym samym sezonie wygrywa dwa prestiżowe wyścigi Formuły 3 w Makau i Zandvoort jednocześnie zdobywając tytuł wicemistrzowski. W 1992 przechodzi na trzy sezony do Formuły 3000.

### Formuła 1
W 1993 został kierowcą testowym Williamsa.
W 1994 po tragicznej śmierci Ayrtona Senny, Coulthard został drugim kierowcą Williamsa. Pierwszy raz wystartował w wyścigu debiutując na Grand Prix Hiszpanii. Rok później zostaje stałym kierowcą Williamsa. Wtedy też zakończył sezon na trzecim miejscu w klasyfikacji kierowców. W następnym sezonie przeszedł do McLarena, w którym spędził aż dziewięć lat. W 1997 powtarza sukces z 1995 i kończy rok na trzecim miejscu. W następnym sezonie i w roku 2000 powtarza ten wynik. Rok 2001 to najbardziej udany sezon w karierze Szkota. Zdobył tytuł wicemistrzowski i przegrał tylko z Michaelem Schumacherem. Po 2002 nastąpił jednak spadek formy zarówno jego, jak i zespołu McLaren, przez co wygrał później tylko dwa wyścigi (Grand Prix Monako 2002 i Grand Prix Australii 2003), które były jednocześnie ostatnimi zwycięstwami w jego karierze. W latach 2002–2004 był w końcowej klasyfikacji odpowiednio 5., 7. i 10.
W 2005 przeszedł po dziewięciu latach w McLarenie do nowego teamu Red Bull Racing. Na koniec sezonu zajął dopiero dwunaste miejsce. Kolejne dwa sezony były także niezbyt udane. Coulthard zajął w nich kolejno 13. i 10. pozycje, raz stanął na podium w Grand Prix Monako zdobywając trzecie miejsce w sezonie 2006. W sezonie 2008 pozostał w teamie Red Bull, a jego partnerem był niezmiennie Mark Webber. W Grand Prix Kanady zdobył też trzecie miejsce. Sezon zakończył na 16. miejscu w klasyfikacji generalnej.
3 lipca 2008 Coulthard ogłosił wycofanie się z Formuły 1 wraz z końcem sezonu 2008, jednakże w sezonie 2009 był jeszcze kierowcą testowym Red Bull Racing.

### DTM
W 2010 roku powrócił do czynnej kariery i startuje w cyklu Deutsche Tourenwagen Masters za kierownicą Mercedesa. Równocześnie kontynuuje pracę reportera BBC.
18 października 2012 Coulthard ogłosił wycofanie się ze sportów motorowych z końcem sezonu DTM, który przypadł na dzień 21 października 2012.

### Pozostała działalność publiczna
David Coulthard był jednym z komentatorów – obok Martina Brundle’a i Eddiego Jordana – podczas transmisji wyścigów Formuły 1 w BBC w sezonie 2009.

## Wyniki

### Formuła 1
| Rok  | Zespół                    | Samochód        | Silnik                   | Wyniki w poszczególnych eliminacjach | Wyniki w poszczególnych eliminacjach | Wyniki w poszczególnych eliminacjach | Wyniki w poszczególnych eliminacjach | Wyniki w poszczególnych eliminacjach | Wyniki w poszczególnych eliminacjach | Wyniki w poszczególnych eliminacjach | Wyniki w poszczególnych eliminacjach | Wyniki w poszczególnych eliminacjach | Wyniki w poszczególnych eliminacjach | Wyniki w poszczególnych eliminacjach | Wyniki w poszczególnych eliminacjach | Wyniki w poszczególnych eliminacjach | Wyniki w poszczególnych eliminacjach | Wyniki w poszczególnych eliminacjach | Wyniki w poszczególnych eliminacjach | Wyniki w poszczególnych eliminacjach | Wyniki w poszczególnych eliminacjach | Wyniki w poszczególnych eliminacjach | Pkt. | Msc. |
| ---- | ------------------------- | --------------- | ------------------------ | ------------------------------------ | ------------------------------------ | ------------------------------------ | ------------------------------------ | ------------------------------------ | ------------------------------------ | ------------------------------------ | ------------------------------------ | ------------------------------------ | ------------------------------------ | ------------------------------------ | ------------------------------------ | ------------------------------------ | ------------------------------------ | ------------------------------------ | ------------------------------------ | ------------------------------------ | ------------------------------------ | ------------------------------------ | ---- | ---- |
| 1994 |                           |                 |                          | Brazylia                             |                                      | San Marino                           | Monako                               | Hiszpania                            | Kanada                               | Francja                              | Wielka Brytania                      | Niemcy                               | Węgry                                | Belgia                               | Włochy                               | Portugalia                           | Unia Europejska                      | Japonia                              | Australia                            |                                      |                                      |                                      | 14   | 8    |
| 1994 | Rothmans Williams Renault | Williams FW16   | Renault 3.5 V10          | –                                    | –                                    | –                                    | –                                    | NU                                   | 5                                    | –                                    | 5                                    | NU                                   | NU                                   | 4                                    | 6                                    | 2                                    | –                                    | –                                    | –                                    |                                      |                                      |                                      | 14   | 8    |
| 1995 |                           |                 |                          | Brazylia                             | Argentyna                            | San Marino                           | Hiszpania                            | Monako                               | Kanada                               | Francja                              | Wielka Brytania                      | Niemcy                               | Węgry                                | Belgia                               | Włochy                               | Portugalia                           | Unia Europejska                      |                                      | Japonia                              | Australia                            |                                      |                                      | 49   | 3    |
| 1995 | Rothmans Williams Renault | Williams FW17   | Renault 3.0 V10          | 2                                    | NU                                   | 4                                    | NU                                   | NU                                   | NU                                   | 3                                    | 3                                    | 2                                    | 2                                    | NU                                   | NU                                   | 1                                    | 3                                    | 2                                    | NU                                   | NU                                   |                                      |                                      | 49   | 3    |
| 1996 |                           |                 |                          | Australia                            | Brazylia                             | Argentyna                            | Unia Europejska                      | San Marino                           | Monako                               | Hiszpania                            | Kanada                               | Francja                              | Wielka Brytania                      | Niemcy                               | Węgry                                | Belgia                               | Włochy                               | Portugalia                           | Japonia                              |                                      |                                      |                                      | 18   | 7    |
| 1996 | Marlboro McLaren Mercedes | McLaren MP4/11  | Mercedes 3.0 V10         | NU                                   | NU                                   | 7                                    | 3                                    | NU                                   | 2                                    | NU                                   | 4                                    | 6                                    | 5                                    | 5                                    | NU                                   | NU                                   | NU                                   | 13                                   | 8                                    |                                      |                                      |                                      | 18   | 7    |
| 1997 |                           |                 |                          | Australia                            | Brazylia                             | Argentyna                            | San Marino                           | Monako                               | Hiszpania                            | Kanada                               | Francja                              | Wielka Brytania                      | Niemcy                               | Węgry                                | Belgia                               | Włochy                               | Austria                              | Luksemburg                           | Japonia                              | Unia Europejska                      |                                      |                                      | 38   | 3    |
| 1997 | West McLaren Mercedes     | McLaren MP4/12  | Mercedes 3.0 V10         | 1                                    | 10                                   | NU                                   | NU                                   | NU                                   | 6                                    | 7                                    | 7                                    | 4                                    | NU                                   | NU                                   | NU                                   | 1                                    | 2                                    | NU                                   | 10                                   | 2                                    |                                      |                                      | 38   | 3    |
| 1998 |                           |                 |                          | Australia                            | Brazylia                             | Argentyna                            | San Marino                           | Monako                               | Hiszpania                            | Kanada                               | Francja                              | Wielka Brytania                      | Niemcy                               | Węgry                                | Belgia                               | Włochy                               | Austria                              | Luksemburg                           | Japonia                              |                                      |                                      |                                      | 56   | 3    |
| 1998 | West McLaren Mercedes     | McLaren MP4/13  | Mercedes 3.0 V10         | 2                                    | 2                                    | 6                                    | 1                                    | 2                                    | NU                                   | NU                                   | 6                                    | NU                                   | 2                                    | 2                                    | 2                                    | 7                                    | NU                                   | 3                                    | 3                                    |                                      |                                      |                                      | 56   | 3    |
| 1999 |                           |                 |                          | Australia                            | Brazylia                             | San Marino                           | Monako                               | Hiszpania                            | Kanada                               | Francja                              | Wielka Brytania                      | Austria                              | Niemcy                               | Węgry                                | Belgia                               | Włochy                               | Unia Europejska                      | Stany Zjednoczone                    | Japonia                              |                                      |                                      |                                      | 48   | 4    |
| 1999 | West McLaren Mercedes     | McLaren MP4/14  | Mercedes FO110H 3.0 V10  | NU                                   | NU                                   | 2                                    | NU                                   | 2                                    | 7                                    | NU                                   | 1                                    | 2                                    | 5                                    | 2                                    | 1                                    | 5                                    | NU                                   | NU                                   | NU                                   |                                      |                                      |                                      | 48   | 4    |
| 2000 |                           |                 |                          | Australia                            | Brazylia                             | San Marino                           | Wielka Brytania                      | Hiszpania                            | Unia Europejska                      | Monako                               | Kanada                               | Francja                              | Austria                              | Niemcy                               | Węgry                                | Belgia                               | Włochy                               | Stany Zjednoczone                    | Japonia                              | Malezja                              |                                      |                                      | 73   | 3    |
| 2000 | West McLaren Mercedes     | McLaren MP4/15  | Mercedes FO110J 3.0 V10  | NU                                   | DK                                   | 3                                    | 1                                    | 2                                    | 3                                    | 1                                    | 7                                    | 1                                    | 2                                    | 3                                    | 3                                    | 4                                    | NU                                   | 5                                    | 3                                    | 2                                    |                                      |                                      | 73   | 3    |
| 2001 |                           |                 |                          | Australia                            | Malezja                              | Brazylia                             | San Marino                           | Hiszpania                            | Austria                              | Monako                               | Kanada                               | Unia Europejska                      | Francja                              | Wielka Brytania                      | Niemcy                               | Węgry                                | Belgia                               | Włochy                               | Stany Zjednoczone                    | Japonia                              |                                      |                                      | 65   | 2    |
| 2001 | West McLaren Mercedes     | McLaren MP4-16  | MercedesFO110K 3.0 V10   | 2                                    | 3                                    | 1                                    | 2                                    | 5                                    | 1                                    | 5                                    | NU                                   | 3                                    | 4                                    | NU                                   | NU                                   | 3                                    | 2                                    | NU                                   | 3                                    | 3                                    |                                      |                                      | 65   | 2    |
| 2002 |                           |                 |                          | Australia                            | Malezja                              | Brazylia                             | San Marino                           | Hiszpania                            | Austria                              | Monako                               | Kanada                               | Unia Europejska                      | Wielka Brytania                      | Francja                              | Niemcy                               | Węgry                                | Belgia                               | Włochy                               | Stany Zjednoczone                    | Japonia                              |                                      |                                      | 41   | 5    |
| 2002 | West McLaren Mercedes     | McLaren MP4-17  | Mercedes FO110M 3.0 V10  | NU                                   | NU                                   | 3                                    | 6                                    | 3                                    | 6                                    | 1                                    | 2                                    | NU                                   | 10                                   | 3                                    | 5                                    | 5                                    | 4                                    | 7                                    | 3                                    | NU                                   |                                      |                                      | 41   | 5    |
| 2003 |                           |                 |                          | Australia                            | Malezja                              | Brazylia                             | San Marino                           | Hiszpania                            | Austria                              | Monako                               | Kanada                               | Unia Europejska                      | Wielka Brytania                      | Francja                              | Niemcy                               | Węgry                                | Belgia                               | Włochy                               | Japonia                              |                                      |                                      |                                      | 51   | 7    |
| 2003 | West McLaren Mercedes     | McLaren MP4-17D | Mercedes FO110P 3.0 V10  | 1                                    | NU                                   | 4                                    | 5                                    | NU                                   | 5                                    | 7                                    | NU                                   | 15                                   | 5                                    | 5                                    | 2                                    | 5                                    | NU                                   | NU                                   | 3                                    |                                      |                                      |                                      | 51   | 7    |
| 2004 |                           |                 |                          | Australia                            | Malezja                              | Bahrajn                              | San Marino                           | Hiszpania                            | Monako                               | Unia Europejska                      | Kanada                               | Stany Zjednoczone                    | Francja                              | Wielka Brytania                      | Niemcy                               | Węgry                                | Belgia                               | Włochy                               |                                      | Japonia                              | Brazylia                             |                                      | 24   | 10   |
| 2004 | West McLaren Mercedes     | McLaren MP4-19  | Mercedes FO110Q 3.0 V10  | 8                                    | 6                                    | NU                                   | 12                                   | 10                                   | NU                                   | NU                                   | 6                                    | 7                                    | 6                                    | 7                                    | 4                                    | 9                                    | 7                                    | 6                                    | 9                                    | NU                                   | 11                                   |                                      | 24   | 10   |
| 2005 |                           |                 |                          | Australia                            | Malezja                              | Bahrajn                              | San Marino                           | Hiszpania                            | Monako                               | Unia Europejska                      | Kanada                               | Stany Zjednoczone                    | Francja                              | Wielka Brytania                      | Niemcy                               | Węgry                                | Turcja                               | Włochy                               | Belgia                               | Brazylia                             | Japonia                              |                                      | 24   | 12   |
| 2005 | Red Bull Racing           | Red Bull RB1    | Cosworth TJ2005 3.0 V10  | 4                                    | 6                                    | 8                                    | 11                                   | 8                                    | NU                                   | 4                                    | 7                                    | NW                                   | 10                                   | 13                                   | 7                                    | NU                                   | 7                                    | 15                                   | NU                                   | NU                                   | 6                                    | 9                                    | 24   | 12   |
| 2006 |                           |                 |                          | Bahrajn                              | Malezja                              | Australia                            | San Marino                           | Unia Europejska                      | Hiszpania                            | Monako                               | Wielka Brytania                      | Kanada                               | Stany Zjednoczone                    | Francja                              | Niemcy                               | Węgry                                | Turcja                               | Włochy                               |                                      | Japonia                              | Brazylia                             |                                      | 14   | 13   |
| 2006 | Red Bull Racing           | Red Bull RB2    | Ferrari 056 2.4 V8       | 10                                   | NU                                   | 8                                    | NU                                   | NU                                   | 14                                   | 3                                    | 12                                   | 8                                    | 7                                    | 9                                    | 11                                   | 5                                    | 15                                   | 12                                   | 9                                    | NU                                   | NU                                   |                                      | 14   | 13   |
| 2007 |                           |                 |                          | Australia                            | Malezja                              | Bahrajn                              | Hiszpania                            | Monako                               | Kanada                               | Stany Zjednoczone                    | Francja                              | Wielka Brytania                      | Unia Europejska                      | Węgry                                | Turcja                               | Włochy                               | Belgia                               | Japonia                              |                                      | Brazylia                             |                                      |                                      | 14   | 10   |
| 2007 | Red Bull Racing           | Red Bull RB3    | Renault RS27 2.4 V8      | NU                                   | NU                                   | NU                                   | 5                                    | 14                                   | NU                                   | NU                                   | 13                                   | 11                                   | 5                                    | 11                                   | 10                                   | NU                                   | NU                                   | 4                                    | 8                                    | 9                                    |                                      |                                      | 14   | 10   |
| 2008 |                           |                 |                          | Australia                            | Malezja                              | Bahrajn                              | Hiszpania                            | Turcja                               | Monako                               | Kanada                               | Francja                              | Wielka Brytania                      | Niemcy                               | Węgry                                | Unia Europejska                      | Belgia                               | Włochy                               | Singapur                             | Japonia                              |                                      | Brazylia                             |                                      | 8    | 16   |
| 2008 | Red Bull Racing           | Red Bull RB4    | Renault RS27-2008 2.4 V8 | NU                                   | 9                                    | 18                                   | 12                                   | 9                                    | NU                                   | 3                                    | 9                                    | NU                                   | 13                                   | 11                                   | 17                                   | 11                                   | 16                                   | 7                                    | NU                                   | 10                                   | NU                                   |                                      | 8    | 16   |

### DTM
| Legenda oznaczeń w tabelach wyników Wyświetl szablon na nowej stronie | Legenda oznaczeń w tabelach wyników Wyświetl szablon na nowej stronie                                                                     |
| Oznaczenie                                                            | Wyjaśnienie |
| --------------------------------------------------------------------- | --- |
| Złoty                                                                 | Zwycięzca lub mistrzostwo |
| Srebrny                                                               | 2. miejsce lub wicemistrzostwo |
| Brązowy                                                               | 3. miejsce lub II wicemistrzostwo |
| Zielony                                                               | Ukończył, punktował (w klasyfikacji generalnej, gdy zdobył co najmniej jeden punkt na przestrzeni sezonu, poza trzema powyższymi opcjami) |
| Niebieski                                                             | Ukończył, nie punktował (w klasyfikacji generalnej, gdy nie zdobył co najmniej jednego punktu na przestrzeni sezonu)                      |
| Czerwony                                                              | Nie zakwalifikował się (NZ) |
| Czerwony                                                              | Nie prekwalifikował się (NPK) |
| Różowy                                                                | Nie ukończył (NU) |
| Różowy                                                                | Niesklasyfikowany (NS) (w klasyfikacji generalnej, gdy nie został sklasyfikowany w żadnym wyścigu sezonu)                                 |
| Czarny                                                                | Zdyskwalifikowany (DK) |
| Czarny                                                                | Wykluczony (WYK/EX) |
| Biały                                                                 | Nie wystartował (NW) |
| Biały                                                                 | Kontuzjowany (K/INJ) |
| Biały                                                                 | Wyścig odwołany (OD/C) |
| Bez koloru                                                            | Został wycofany (WYC/WD) |
| Bez koloru                                                            | Nie przybył (NP/DNA) |
| Bez koloru                                                            | Nie brał udziału w treningach (NT/DNP) |
| Bez koloru                                                            | Nie został zgłoszony (–) |
| Pogrubienie                                                           | Start z pole position |
| Kursywa                                                               | Najszybsze okrążenie wyścigu |
| †                                                                     | Nie ukończył, ale jego rezultat został zaliczony ze względu na przejechanie więcej niż 90% dystansu wyścigu.                              |
| *                                                                     | Sezon w trakcie |
| 1/2/3                                                                 | Punktowana pozycja w sprincie |
| Lista systemów punktacji Formuły 1                                    | |

| Sezon | Zespół           | Wyniki w poszczególnych eliminacjach | Wyniki w poszczególnych eliminacjach | Wyniki w poszczególnych eliminacjach | Wyniki w poszczególnych eliminacjach | Wyniki w poszczególnych eliminacjach | Wyniki w poszczególnych eliminacjach | Wyniki w poszczególnych eliminacjach | Wyniki w poszczególnych eliminacjach | Wyniki w poszczególnych eliminacjach | Wyniki w poszczególnych eliminacjach | Pozycja | Punkty |
| ----- | ---------------- | ------------------------------------ | ------------------------------------ | ------------------------------------ | ------------------------------------ | ------------------------------------ | ------------------------------------ | ------------------------------------ | ------------------------------------ | ------------------------------------ | ------------------------------------ | ------- | ------ |
| 2010  | Mücke Motorsport | HOC1 12                              | VAL 13                               | LAU NU                               | NOR 13                               | NÜR 10                               | ZAN 12                               | BRH 14                               | OSC NU                               | HOC2 10                              | SHA 8                                | 16      | 1      |

### Podsumowanie
| Rok  | Seria                                | Zespół                    | Wyś.             | Zw.              | PP               | NO               | Podia            | Pkt.             | Msc.             |
| ---- | ------------------------------------ | ------------------------- | ---------------- | ---------------- | ---------------- | ---------------- | ---------------- | ---------------- | ---------------- |
| 1989 | Formula Ford 1600 Dunlop/Autosport   | ?                         | ?                | ?                | ?                | ?                | ?                | ?                | 1                |
| 1989 | Formula Ford 1600 P&O Ferries Junior | ?                         | ?                | ?                | ?                | ?                | ?                | ?                | 1                |
| 1989 | Formuła Ford Festival                | ?                         | 1                | 0                | 0                | 0                | 1                | –                | 3                |
| 1990 | Formula Opel Lotus Euroseries        | ?                         | 11               | 0                | 1                | 0                | 2                | ?                | 5                |
| 1990 | Formula Vauxhall Lotus               | ?                         | ?                | ?                | ?                | ?                | ?                | 80               | 4                |
| 1990 | British Touring Car Championship     | Cook Racing               | 1                | 0                | 0                | 0                | 0                | 4                | 33               |
| 1991 | Brytyjska Formuła 3                  | Paul Stewart Racing       | 16               | 0                | 5                | 0                | 8                | 66               | 2                |
| 1991 | Grand Prix Makau                     | Paul Stewart Racing       | 1                | 0                | 1                | 0                | 1                | –                | 1                |
| 1991 | Masters of Formula 3                 | Paul Stewart Racing       | 1                | 0                | 1                | 0                | 1                | –                | 1                |
| 1992 | Formuła 3000                         | Paul Stewart Racing       | 10               | 0                | 0                | 1                | 2                | 11               | 9                |
| 1992 | Grand Prix Makau                     | Paul Stewart Racing       | 1                | 0                | 0                | 0                | 0                | –                | NS               |
| 1993 | Formuła 3000                         | Pacific Racing            | 9                | 0                | 1                | 2                | 4                | 25               | 3                |
| 1993 | Formuła 1                            | Canon Williams Renault    | Kierowca testowy | Kierowca testowy | Kierowca testowy | Kierowca testowy | Kierowca testowy | Kierowca testowy | Kierowca testowy |
| 1993 | 24h Le Mans                          | TWR Jaguar Racing         | 1                | 0                | 0                | 0                | 0                | –                | DK               |
| 1994 | Formuła 3000                         | Vortex Motorsport         | 1                | 0                | 0                | 0                | 1                | 6                | 9                |
| 1994 | Formuła 1                            | Rothmans Williams Renault | Kierowca testowy | Kierowca testowy | Kierowca testowy | Kierowca testowy | Kierowca testowy | Kierowca testowy | Kierowca testowy |
| 1994 | Formuła 1                            | Rothmans Williams Renault | 8                | 0                | 0                | 2                | 1                | 14               | 8                |
| 1995 | Formuła 1                            | Rothmans Williams Renault | 17               | 5                | 1                | 2                | 8                | 49               | 3                |
| 1996 | Formuła 1                            | Marlboro McLaren Mercedes | 16               | 0                | 0                | 0                | 2                | 18               | 7                |
| 1997 | Formuła 1                            | West McLaren Mercedes     | 17               | 0                | 2                | 1                | 4                | 36               | 3                |
| 1998 | Formuła 1                            | West McLaren Mercedes     | 16               | 3                | 1                | 3                | 9                | 56               | 3                |
| 1999 | Formuła 1                            | West McLaren Mercedes     | 16               | 0                | 2                | 3                | 6                | 48               | 4                |
| 2000 | Formuła 1                            | West McLaren Mercedes     | 17               | 2                | 3                | 3                | 11               | 73               | 3                |
| 2001 | Formuła 1                            | West McLaren Mercedes     | 17               | 2                | 2                | 3                | 10               | 65               | 2                |
| 2002 | Formuła 1                            | West McLaren Mercedes     | 17               | 0                | 1                | 1                | 6                | 41               | 5                |
| 2003 | Formuła 1                            | West McLaren Mercedes     | 16               | 0                | 1                | 0                | 3                | 51               | 7                |
| 2004 | Formuła 1                            | West McLaren Mercedes     | 18               | 0                | 0                | 0                | 0                | 24               | 10               |
| 2005 | Formuła 1                            | Red Bull Racing           | 19               | 0                | 0                | 0                | 0                | 24               | 12               |
| 2006 | Formuła 1                            | Red Bull Racing           | 18               | 0                | 0                | 0                | 1                | 14               | 13               |
| 2007 | Formuła 1                            | Red Bull Racing           | 17               | 0                | 0                | 0                | 0                | 14               | 10               |
| 2008 | Formuła 1                            | Red Bull Racing           | 18               | 0                | 0                | 0                | 1                | 8                | 16               |
| 2009 | Formuła 1                            | Red Bull Racing           | Kierowca testowy | Kierowca testowy | Kierowca testowy | Kierowca testowy | Kierowca testowy | Kierowca testowy | Kierowca testowy |
| 2010 | Deutsche Tourenwagen Masters         | Mücke Motorsport          | 11               | 0                | 0                | 1                | 0                | 1                | 16               |
| 2011 | Deutsche Tourenwagen Masters         | Mücke Motorsport          | 10               | 0                | 0                | 1                | 0                | 1                | 16               |
| 2012 | Deutsche Tourenwagen Masters         | Mücke Motorsport          | 10               | 0                | 0                | 0                | 0                | 14               | 15               |

## Odznaczenia
- Kawaler Orderu Imperium Brytyjskiego (cywilny) (Wielka Brytania, 2010)[3]